# Ihar Basinski
Ihar Basinski (né le 11 avril 1963 à Hrodna) est un tireur biélorusse et un médaillé olympique. Il a notamment remporté deux médailles d'argent dans l'épreuve du pistolet à 50 mètres lors des Jeux d'été de 1996 et de 2000.

## Palmarès

### Jeux olympiques
- Pour l'Union soviétique
  -  Médaille de bronze aux Jeux olympiques d'été de 1988 à Séoul dans l'épreuve du pistolet libre 50 mètres
- Pour la Biélorussie
  -   Médaille d'argent aux Jeux olympiques d'été de 1996 à Atlanta dans l'épreuve du pistolet  50 mètres
  -   Médaille d'argent aux Jeux olympiques d'été de 2000 à Sydney dans l'épreuve du pistolet 50 mètres
  -   Médaille de bronze aux Jeux olympiques d'été de 2000 à Sydney dans l'épreuve du pistolet 10 mètres

### Championnats du monde
- Pour l'Union soviétique
  -   Médaille d'or en 1986
  -  Médaille d'argent en 1986
  -  2 médailles de bronze en 1986
- Pour la Biélorussie
  -  Médaille d'argent en 1994 et 1998
  -  Médaille de bronze en 1998

### Coupe du monde

#### Étapes
- Pour l'Union soviétique
  -  3 médailles en 1987 à Séoul, Suhl et Zurich ; 2 médailles à Munich en 1988 ; 3 médailles à Suhl et Munich en 1990
  -  2 médailles à Séoul en Zurich en 1987
  -  1 médaille à Mexico en 1986 ; 1 à Suhl en 1988 et en 1989
- Pour la Biélorussie 
  -  1 médaille à Milan en 1998, 1 à Atlanta en 2000 et en 2001
  -  1 médaille à Barcelone en 1994 ; 1 à Atlanta en 2001
  -  1 médaille à Munich en 1997 ; 1 à Atlanta en 1999, 1 à Milan en 2002

#### Finales
- Pour l'Union soviétique
  -  Médaille de bronze à Munich en 1988
- Pour la Biélorussie
  -  Médaille de bronze à Lugano en 1997

### Championnats d'Europe
- Pour l'Union soviétique
  - Junior :
    -  Médaille d'or à Oslo en 1980, à Titograd en 1981, à Bucarest en 1983
    -  Médaille d'argent à Lvov en 1979 et à Rome en 1982
    -  Médaille de bronze à La Haye en 1982 et à Dortmund en 1983

  - Senior :
    -  Médaille d'or à Lahti en 1987, à Bratislava en 1987, à Stavanger en 1988
    -  Médaille d'argent à Copenhague en 1989
    -  Médaille de bronze à Lahti en 1987
- Pour la Biélorussie
  -     -  Médaille d'or à Zurich en 1995
    -  Médaille d'argent  à Zurich en 1995 et à Pontevedra en 2001
    -  Médaille de bronze à Brno en 1993 et à Bordeaux en 1999